# غليب كالاراش
غليب كالاراش (الروسية: Калараш, Глеб Владиславович) مواليد 29 نوفمبر 1990 في موسكو، هو لاعب كرة يد روسي يلعب كمحور. يلعب حاليا مع نادي موتو زاباروجي لكرة اليد ويحمل الرقم 21. مثل منتخب روسيا لكرة اليد.

## سجل المنافسة
شارك في البطولات التالية:
- بطولة أوروبا لكرة اليد للرجال 2016

## روابط خارجية
- غليب كالاراش على موقع الاتحاد الأوروبي لكرة اليد (الإنجليزية)